# Budanje
Budanje é uma vila localizada no município de Ajdovščina na Eslovênia. Possuía uma população estimada de 842 habitantes em 2020.